# Mulan 2
Mulan 2 (o Mulán 2) es una película musical cómica de animación de 2004 dirigida por Darrell Rooney y Lynne Southerland secuela de Mulan.

## Argumento
La leyenda de Mulan continúa en esta nueva aventura. La valiente heroína Mulan, siempre acompañada por su dragón guardián, Mushu y sus nuevos amigos, recibe la noticia más emocionante de su vida cuando el General Shang pide su mano en matrimonio, pero las sorpresas acaban de comenzar... El travieso Mushu intentará separar a la feliz pareja durante el tiempo que sea posible para mantener así su trabajo como dragón guardián. Además Mulan y Shang tendrán que escoltar por toda China a tres princesas que se dirigen a celebrar sus respectivos matrimonios, previamente concertados. Cuando Mulan descubre que ninguna de ellas desea estos matrimonios tomará una decisión que cambiará el curso de la historia.

## Reparto
| Personaje           | Actor de voz original        | Actor de doblaje español | Actor de doblaje latino |
| ------------------- | ---------------------------- | ------------------------ | ----------------------- |
| Mulan               | Ming-Na                      | Eva Díez                 | Maggie Vera             |
| Mulan               | Lea Salonga (canciones)      | María Caneda             | Analy (canciones)       |
| Shang               | BD Wong                      | Raúl Llorens             | Yamil Atala             |
| Mushu               | Mark Moseley                 | David Robles             | Eugenio Derbez          |
| Cri-Kee / Hermanito | Frank Welker                 | N/A                      | Francisco Colmenero     |
| Yao                 | Harvey Fierstein             | Carlos Kaniowsky         | Miguel Ángel Ghigliazza |
| Ling                | Gedde Watanabe               | Alfredo Cernuda          | Raúl Aldana             |
| Chien-Po            | Jerry Tondo                  | Eduardo Bosch            | Jesús Barrero †         |
| Ting Ting           | Sandra Oh                    | Pepa Castro              | Gaby Cárdenas           |
| Ting Ting           | Judy Kuhn (canciones)        | Eva Rosa García          | Gaby Cárdenas           |
| Mei                 | Lucy Liu                     | Beatriz Berciano         | Natalia Sosa            |
| Mei                 | Beth Blankenship (canciones) | Cani González            | Natalia Sosa            |
| Su                  | Lauren Tom                   | Pilar Martín             | Irasema Terrazas        |
| Su                  | Mandy Gonzalez (canciones)   | María Sánchez            | Irasema Terrazas        |
| Abuela Fa           | June Foray                   | Marta Martorell          | María Santander         |
| Ancestro Mayor      | George Takei                 | Constantino Romero       | Sebastián Llapur        |
| Emperador de China  | Pat Morita                   | Rafael de Penagos        | Gabriel Pingarrón       |
| Fa Li               | Freda Foh Shen               | María Romero             | Nancy MacKenzie         |
| Fa Zhou             | Soon-Tek Oh                  | Joaquín Díaz             | Tito Reséndiz           |
| Sha-Ron             | Jillian Henry                | Claudia Caneda           | Melissa "Meli G" Gedeón |
| Casamentera         | April Winchell               | Matilde Conesa           | Mayra Rojas             |
| Lord Qin            | Keone Young                  | Roberto Cuenca Martínez  | Arturo Mercado          |
| Príncipe Jeeki      | Rob Paulsen                  | José Manuel Rodríguez    | Arturo Mercado Jr       |

## Recepción
Según Scott Gwin de CinemaBlend, " Mulan II  es una desgracia directa a DVD que toma todo lo excelente de su película predecesora, la rompe en pedazos y la usa para el revestimiento de la jaula de ratas". El agregador de revisión Rotten Tomatoes, le dio a la película una calificación de 0% basada en las críticas de 5 críticos, con una puntuación promedio de 3.9/10. El crítico Robert Pardi le dio a la película una calificación de 2/5 estrellas, diciendo: "La película original de Mulan fue anunciada por agregar una heroína valiente al canon de princesas angustiadas de Disney, pero a pesar de su excelente reparto de voces, esta secuela simplemente es un chiste de simios del éxito de las películas de artes marciales de acción real".

## Secuela cancelada
A principios de 2002, se informó que Disney estaba trabajando en "Mulan III" (Mulan 3). Raymond Singer y Eugenia Bostwick-Singer, escritores de la primera película, presentaron dos historias a Disney, en las que sugirieron un nuevo personaje llamado Ana Ming. Al igual que esta película, la segunda secuela se habría lanzado directo al video, pero se canceló antes del lanzamiento de "Mulan II".